# Двадесет и първи изтребителен авиополк
Двадесет и първи изтребителен авиополк е бивш полк на Военновъздушните сили на българската армия.

## История
Създаден е през март 1951 г. на летище Граф Игнатиево. Полкът е част от десета изтребителна авиодивизия. Две години по-късно полка е пребазиран на летище „Узунджово“. Самолетният парк на полка е включвал ЯК-11, Як-17 и Як-23, МиГ-15, МиГ-17, МиГ-19 и МиГ-21. През 1993 г. е закрит, а част от самолетите са придадени на деветнадесети изтребителен авиополк. Наследник на полка е Четвърта изтребителна авиобаза, впоследствие преименувана на Двадесет и първа изтребително-бомбардировъчна авиобаза, която е закрита окончателно през юни 2002 г.
На 25 август в центъра на Узунджово се прави първа копка на мемориален център на полка.

## Командири[1]
Званията са към датата на заемане на длъжността:
- Атанасов (17.03.1951 – 1953 г.)
- Стоян Велков (1953 – 1955 г.)
- Борис Каменов Иванов (1955 -1957 г.)
- Вълко Станков Вълков ВРИД (1957 – 1958 г.)
- Лазар Велинов (1958 -1959 г.)
- Дело Жулев (1959 – 1965 г.)
- Александър Иванов Василев (1965 – 1968 г.)
- Борис Цанев Теодосиев (1968 – 1972 г.)
- Йордан Славов Йорданов (1972 – 1977 г.)
- Георги Славов (1977 –
- подп. Тодор Киселков
- майор Цоко Ташев Цоков (12 октомври 1982 – 28 септември 1985)
- подп. Велико Киряков
- Тодор Полянков
- Георги Атанасов
- Йовчев
- Марин Начев – 1992 – 1997
- Енчо Ангелов Енчев (1997 – 1999 г.)